# Classe Friant
La classe Friant est une classe de croiseur protégé de la Marine nationale française construite durant la période 1891 à 1895.
Elle comprend trois navires : le Friant, le Chasseloup-Laubat et le Bugeaud. Conçue pour des missions de reconnaissance et d'escorte, cette classe de croiseurs a été utilisée dans les eaux coloniales françaises et pour la protection des routes maritimes.

## Caractéristiques techniques
Les croiseurs de la classe Friant mesurent 100 mètres de long pour un déplacement d'environ 3 800 tonnes. Ils sont armés de six canons de 164 mm et de quatre canons de 100 mm, ainsi que de divers autres armements secondaires pour leur défense. Leur blindage se concentre sur le pont principal, qui est protégé par une couche de 45 à 60 mm.

## Historique opérationnel

### LeFriant
Mis en service en 1893, le Friant est envoyé en mission en Indochine et dans le Pacifique pour protéger les intérêts français. Il participe également à diverses manœuvres navales en Méditerranée. Il est retiré du service actif en 1910. 

### LeChasseloup-Laubat
Le Chasseloup-Laubat est employé pour des missions similaires en Afrique et dans les Caraïbes, soutenant les efforts de la France dans ses colonies. Il est démantelé en 1921. 

### LeBugeaud
Le Bugeaud est stationné en Méditerranée et en Afrique de l'Ouest, où il soutient les opérations coloniales et assure la protection des routes commerciales. Il est désarmé en 1913 et utilisé comme cible pour les essais de tirs avant d'être démoli. 

## Fin de service
La classe Friant est retirée progressivement du service à mesure que de nouveaux croiseurs sont construits. En raison de leur âge et de l'évolution des tactiques navales, ils sont considérés comme obsolètes dès le début du XXe siècle.

## Les unités de la classe Friant
| Nom               | Lancement     | Service effectif | Chantier naval       | Fin de carrière                                                         | Photo |
| ----------------- | ------------- | ---------------- | -------------------- | ----------------------------------------------------------------------- | ----- |
| Bugeaud           | Avril 1893    | Janvier 1895     | Arsenal de Cherbourg | Rayé en janvier 1911                                                    |       |
| Friant            | Avril 1893    | Avril 1895       | Arsenal de Brest     | Rayé en juin 1920                                                       |       |
| Chasseloup Laubat | 17 avril 1893 | Janvier 1895     | Arsenal de Cherbourg | retiré en février 1911 affecté comme usine distillatoire de 1915 à 1923 |       |